# Elive
Elive è un sistema operativo completo per PC. È costruito a partire dalla distribuzione Debian GNU/Linux ed è abbastanza noto per essere distribuito unicamente con il desktop Enlightenment che gli consente di offrire all'utente un'interfaccia grafica gradevole e poco assetata di risorse di sistema.

## Sviluppo
Il 4 marzo 2010 è stata distribuita la versione 2.0 stabile, con supporto completo a compiz, anche se in versione modificata, che è stata denominata dal team di sviluppo "Topaz". L'ultima versione stabile è la 2.0 (Topaz).
Il progetto sembrava "dormiente" finché, il 29 ottobre 2012 è stata distribuita la versione di sviluppo 2.10, non ancora indicata e neppure recensita da tutti i forum Linux e le più prestigiose e conosciute comunità dedicate.
Il 10 Settembre 2018 è uscita la versione 3.0 stabile in due versioni, immagine per DVD ed immagine per chiavetta USB (3.1 Gb)
In questa nuova versione 3.0 i requisiti hardware minimi sono leggermente aumentati, si parte da un minimo di 256 Mb di RAM e CPU Intel i486 compatibile con clock a partire da 500 Mhz. In precedenza nella versione 2.0 si partiva da un minimo di 128Mb di RAM e CPU con clock a partire da 300Mhz.
Restano quindi i limiti legati all'architettura a 32 Bit e quelli legati al BIOS. Il bootstrap del sistema operativo richiede quindi ancora che nel BIOS sia disabilitato il "Secure Boot", sia disabilitato l'"UEFI Mode", sia abilitato il "legacy boot" e sia abilitato il "CSM". 
Rispetto alla precedente versione i pacchetti base sono stati aggiornati e supporta ora gli schermi multipli ed ha un supporto migliorato alla rilevazione dell'hardware. E anche più intuitiva ed ha un corredo di pacchetti software e strumenti di amministrazione più esteso.
Basata su compitz supporta i desktop 3D è progettata per un uso giornaliero ed inoltre in modo automatico configura la risoluzione DPI dello schermo e dei fonts per una visione ottimale. 
E altamentente personalizzabile ed ha un supporto più esteso al multimedia. 
Il team ha annunciato durante le ultime versioni BETA il supporto a cpu basate su architettura AMD64 e boot UEFI. Inoltre, il kernel su cui si basa l'so è stato sensibilmente aggiornato, essendo ora Debian 10 "Buster" il cuore del progetto. Nella versione instabile è stato abbandonato l'utilizzo di Enlightenment 17 in favore del datato E16, assai più stabile, in attesa di migrare a E23. 
Il download della beta in versione 32 bit è gratuito, mentre quello a 64 bit richiede una donazione libera.